# If You’re Happy and You Know It
«If You’re Happy and You Know It» — американская детская песня. Дата первой публикации на английском неизвестна, но песня появилась где-то в середине XX века.
Автором текста первого куплета обычно считают Альфреда Б. Смита (1916—2001), остальные куплеты народные. Также есть предположения, что песня «If You’re Happy and You Know It» восходит своими корнями к латвийской народной песне. Кроме этого, было замечено её сходство с песней «Молодёжная» из советского кинофильма 1938 года «Волга, Волга» (композитор Исаак Дунаевский).

## Текст
Что обычно для детских песен, у её текста есть различные версии. Одна из популярных версий начинается так:

Если ты счастлив и об этом знаешь, хлопай в ладоши!
(хлоп, хлоп)
Если ты счастлив и об этом знаешь, хлопай в ладоши!
(хлоп, хлоп)
Если ты счастлив и это знаешь, и ты действительно хочешь это показать;
Если ты счастлив и об этом знаешь, хлопай в ладоши!
(хлоп, хлоп)

Если ты счастлив и об этом знаешь, топай ногами!
(топ, топ)
Если ты счастлив и об этом знаешь, топай ногами!
(топ, топ)
Если ты счастлив и это знаешь, и ты действительно хочешь это показать;
Если ты счастлив и об этом знаешь, топай ногами!
(топ, топ)
Другие популярные русские версии песни начинаются «Если нравится тебе, то делай так», «Если весело живется, делай так»

Если нравится тебе, то делай так /хлопки/
Если нравится тебе, то делай так /хлопки/
Если нравится тебе, то и другим ты покажи, Если нравится тебе, то делай так: /хлопки/

Если весело живётся,
Делай так!
Если весело живётся,
Делай так!
Если весело живётся,
Мы друг другу улыбнёмся,
Если весело живётся,
Делай так!